# Förkortning (måleri)

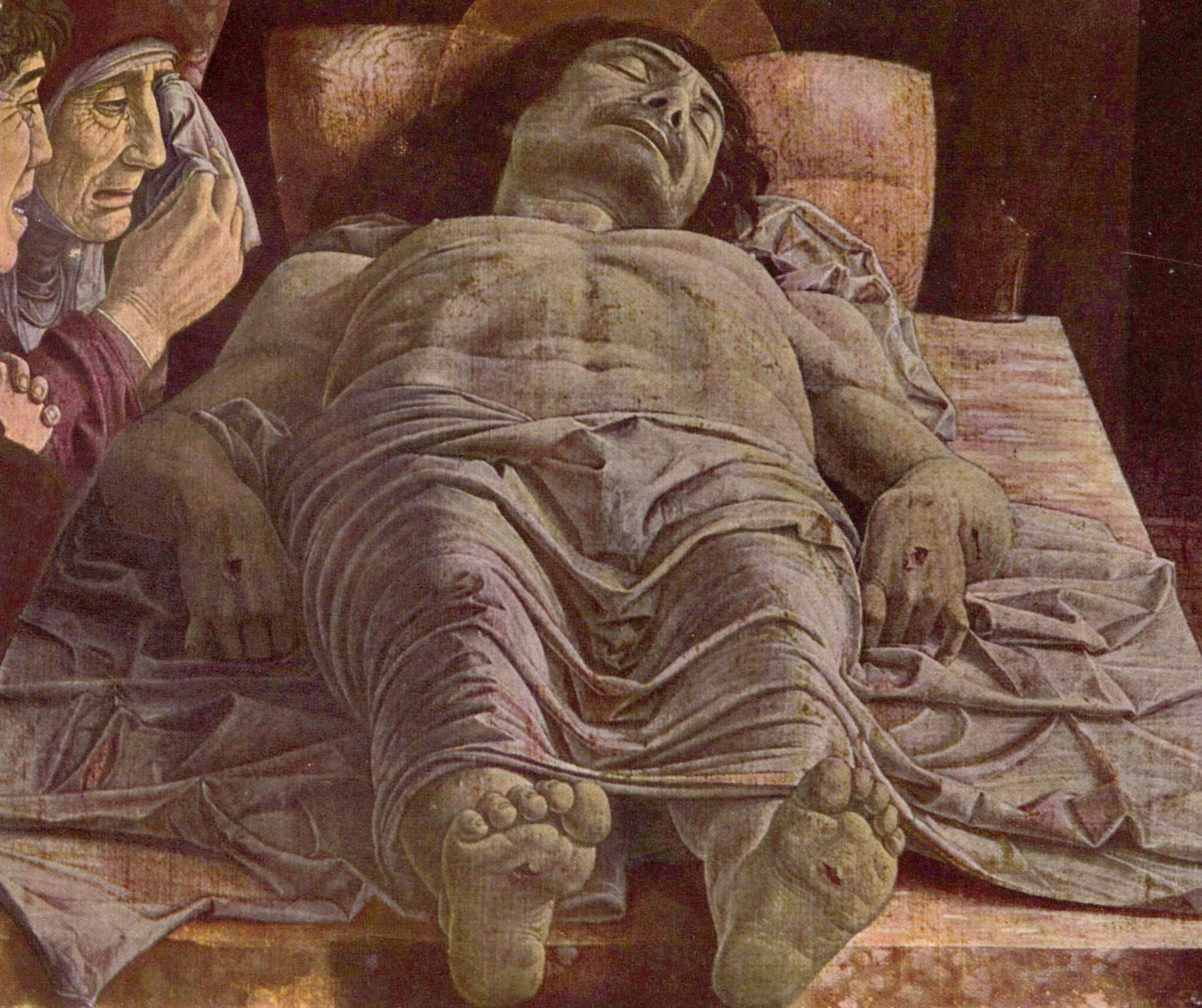
Exempel på förkortning: Kristi begråtande (cirka 1490) av Andrea Mantegna.

Förkortning är inom måleriet en perspektivisk återgivning av enstaka föremål eller gestalter i syfte att skapa illusion av djup och av att något skjuter ut från bilden.
Förkortningar påträffas för första gången i grekiskt vasmåleri (omkring 400-talet f.Kr.) men utvecklades först under renässansen, som till exempel i Andrea Mantegnas Kristi begråtande. Under barocken utnyttjades förkortningstekniken till fullo, bland annat genom sotto in sù.